# Tima bairdii
Tima bairdii är en nässeldjursart som först beskrevs av Johnston 1833.  Tima bairdii ingår i släktet Tima och familjen Eirenidae. Det är osäkert om arten förekommer i Sverige. Inga underarter finns listade i Catalogue of Life.